# 哈扎爾

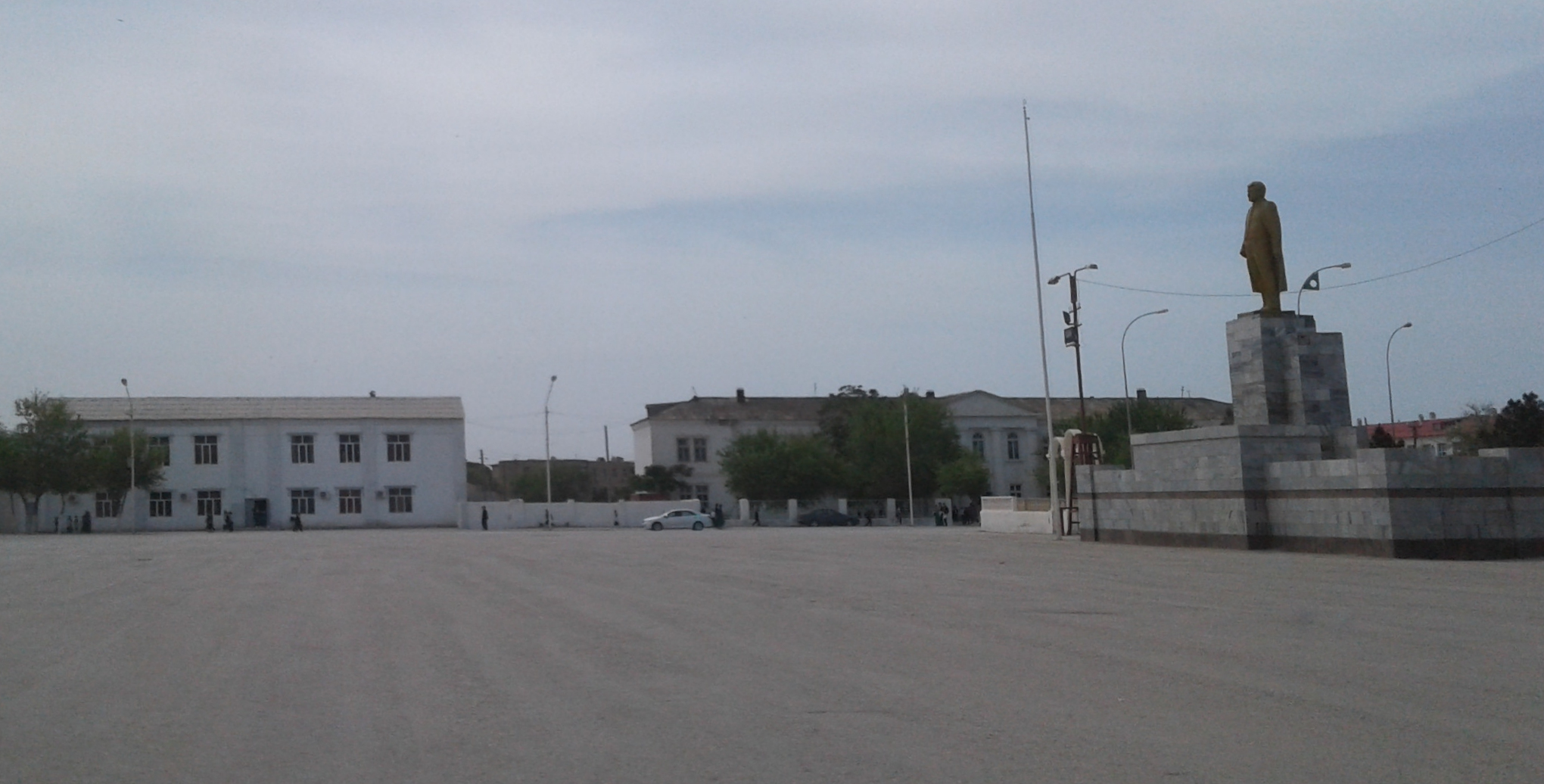
哈扎爾

哈扎爾是土庫曼斯坦的城鎮，由巴爾坎州負責管轄，位於該國西北部裡海沿岸，距離首府巴爾坎納巴德110公里，該地區的石油和天然氣蘊藏量豐富，2010年人口29,131。

## 外部連結
- Picture of Hazar / Cheleken on Panoramio

39°26′42″N 53°06′54″E / 39.445°N 53.115°E